# Krasna Talivka, Stanîcino-Luhanske
Krasna Talivka (în ucraineană Красна Талівка) este localitatea de reședință a comunei Krasna Talivka din raionul Stanîcino-Luhanske, regiunea Luhansk, Ucraina.

## Demografie
Componența lingvistică a localității Krasna Talivka
     Rusă (72,06%)
     Ucraineană (27,29%)
     Alte limbi (0,09%)
Conform recensământului din 2001, majoritatea populației localității Krasna Talivka era vorbitoare de rusă (72,06%), existând în minoritate și vorbitori de ucraineană (27,29%).